# صيدمراد خان
صَيدمُرَاد خَان زَند (بالفارسية: صیدمرادخان زند) (وفاته 14 شعبان 1203هـ الموافق فيه 10 أيار (مايو) 1789م)، هو ثامن مُلُوك الدَّولة الزنديَّة الذين حكموا في الديار الفارسيَّة لما يُقارب نصف قرن، وقد حكم البلاد من 25 ربيع الآخر 1203هـ إلى 14 شعبان 1203هـ. شهد عهده حربًا ضروسًا على السُلطة، ولم يدُم حُكمه طويلًا حيث قُتِل بعد أربعة أشهر من جُلُوسه على العرش.
وفترة حكمه القصيرة تدل على الفترة العصيبة التي كانت تمر بها الدولة بسبب التنافس الشرس في الأسرة الزندية عقب وفاة كريم خان زند عام 1779.

## حياته
تحولت العاصمة الإيرانية من أصفهان إلى إيران في فترة علي مراد خان الزندي. بعد وفاة علي مراد خان .كان سيد مراد خان أحد أعضاء مجلس سيده السابق جعفر خان في شيراز. يُعتقد بأن تعامل جعفر خان لسيد مراد خان أدى بالآخير بتآمر على الحاكم لخلعه عن الحكم. ففي أحد الأيام قام بعض الأفراد بقيادة سيد مراد خان بتسميم جعفر خان بمساعدة جارية، بعدها قام سيد مراد خان بقطع رأس الشاه الذي أضعفه السم وقام برمي رأسه من القلعة.
أصبح سيد مراد خان حاكم إيران بعد حادثة قتل جعفر خان. لكن قام لطف علي خان و هو ابن لجعفر خان بالزحف نحو شيراز حيث سيجد الدعم فيها من قبل أهلها. بعد فترة حكم تقل عن الأربعة أشهر، أجبر سيد مراد خان على الاسستلام واعدم فيما بعد في 10 مايو 1789.
1. 1 2   https://www.shiitestudies.com/article_253937_f0a0e2fbc9932ac25775500332c7859f.pdf. {{استشهاد ويب}}: |url= بحاجة لعنوان (مساعدة) والوسيط |title= غير موجود أو فارغ (من ويكي بيانات) (مساعدة)